# Heartbreaker (álbum de Ryan Adams)
Heartbreaker es el álbum debut de Alternative Country músico Ryan Adams. El álbum se grabó en catorce días. Se dice que el disco se inspira por la ruptura de Adams con la publicista musical, Amy Lombardi.
Según Adams, el título del álbum origina de un cartel de Mariah Carey: "Mi jefe me llamó y me dijo, 'Tiene 15 segundos para elegir el nombre de este disco.' Mis ojos se centaron en este cartel de Maria llevaba un camiseta que dice 'HEARTBREAKER.' Pues le grité, 'Heartbreaker'!"
La canción "To Be Young (Is to Be Sad, Is to Be High)" aparece en la película de 2006 "Accepted," la película de 2002 "The Slaughter Rule," y la película de 2003 "Old School." Otro versión de esta canción se publicó en 2009 por David Rawlings.
La canción "Come Pick Me Up" aparece en la película de 2005 "Elizabethtown."

## Canciones
Todas las canciones escritas y compuestas por Ryan Adams, a menos que se indique lo contrario. 
| N.º | Título                                                | Escritor(es)                | Duración |  |
| 1.  | «(Argument with David Rawlings Concerning Morrissey)» |                             | 0:37     |  |
| 2.  | «To Be Young (Is to Be Sad, Is to Be High)»           | Ryan Adams y David Rawlings | 3:04     |  |
| 3.  | «My Winding Wheel»                                    |                             | 3:13     |  |
| 4.  | «AMY»                                                 |                             | 3:46     |  |
| 5.  | «Oh My Sweet Carolina»                                |                             | 4:57     |  |
| 6.  | «Bartering Lines»                                     | Ryan Adams y Van Alston     | 3:59     |  |
| 7.  | «Call Me On Your Way Back Home»                       |                             | 3:09     |  |
| 8.  | «Damn, Sam (I Love a Woman That Rains)»               |                             | 2:08     |  |
| 9.  | «Come Pick Me Up»                                     | Ryan Adams y Van Alston     | 5:18     |  |
| 10. | «To Be the One»                                       |                             | 3:01     |  |
| 11. | «Why Do They Leave?»                                  |                             | 3:38     |  |
| 12. | «Shakedown on 9th Street»                             |                             | 2:53     |  |
| 13. | «Don't Ask for the Water»                             |                             | 2:56     |  |
| 14. | «In My Time of Need»                                  |                             | 5:39     |  |
| 15. | «Sweet Lil Gal (23rd/1st)»                            |                             | 3:39     |  |

| Disco extra francés, Canciones que no se publicaron de sesiones Heartbreaker |                                                               |                             |          |  |
| N.º                                                                          | Título                                                        | Escritor(es)                | Duración |  |
| 1.                                                                           | «Goodbye Honey»                                               |                             |          |  |
| 2.                                                                           | «To Be Young (Is To Be Sad Is To Be High)» (Versión acústica) | Ryan Adams y David Rawlings |          |  |

## Créditos
Músicos
- Ryan Adams – cantante, guitarra, armónica, piano, banjo
- Ethan Johns – tambores, guitarra bajo , carillón, vibráfonos
- David Rawlings – coros, guitarra, banjo
- Gillian Welch – coros, banjo, guitarra, guitarra bajo
- Pat Sansone – piano en "Oh My Sweet Carolina", "Why Do They Leave" y "Come Pick Me Up", coros en "Winding Wheel"
- Emmylou Harris – coros en "Oh My Sweet Carolina"
- Kim Richey – coros en "Come Pick Me Up"
- Allison Pierce – coros en "Why Do They Leave"

Producción
- Ethan Johns – ingeniero de audio, mezclador, remasterizador
- Patrick Himes – ingeniero asistiente
- Doug Sax – masterizador
- David McClister – fotógrafo
- Gina Binkley – arte de diseño